# Melvin Gordon
Pour les articles homonymes, voir Gordon.
(en) Statistiques sur pro-football-reference
Melvin Gordon III, né le 13 avril 1993 à Kenosha dans l'État du Wisconsin aux États-Unis, est un joueur professionnel américain de football américain.
Jouant au poste de running back, il est sélectionné au premier tour lors de la draft 2015 de la NFL par la franchise des Chargers de San Diego, qui déménage par la suite à Los Angeles en 2017. Il rejoint ensuite les Broncos de Denver (2020-2022) et les Ravens de Baltimore (2023). 
Au niveau universitaire, il a joué avec les Badgers du Wisconsin au sein de la NCAA Division I FBS.
Il a brièvement détenu le record de yards gagnés à la course sur un seul match avec 408 yards, résultat obtenu le 15 novembre 2014 contre Nebraska en seulement trois quarts-temps de jeu. Son record est battu la semaine suivante par le running back Samaje Perine des Sooners de l'Oklahoma avec 427 yards. Il est le 2e running back en yards gagnés sur une seule saison avec 2 587 yards de l'histoire de la FBS. Lors le l'Outback Bowl 2015, il gagne 251 yards échouant à 41 yards du record établi en 1988 par Barry Sanders (2 628 yards).

## Jeunesse
Gordon rejoint l'école supérieure (High School) de D. Bradford de Kenosha dans le Wisconsin où ils se fait remarquer dans en athlétisme et en football américain.
En football, il compile 1 098 yards et 11 TDs sur 99 courses et 5 réception de TD. Il fut honorablement sélectionné comme junior par les entraîneurs de football du Wisconsin (WFCA) dans l'équipe type de l'État (All-State) et de la région (All-Region). Par la suite, il est le premier joueur de football de son école à être sélectionné comme senior par l'Associated Press et la WFCA dans l'équipe type de l'État (All-State) après avoir gagné 2 009 yards à la course et inscrit 38 TDs. Il est désigné comme le joueur de l'année de l'État du Wisconsin (Wisconsin Gatorade Football Player of the Year).
Un coéquipier d'école de Gordon, Trae Waynes fut choisi lors du premier tour de la Draft 2015 de la NFL par les Vikings du Minnesota en tant que 11e choix global.
En athlétisme, Gordon est un des meilleurs de l'État en saut en longueur. Lors du Racine Invitational 2011, il gagne et court le 55 m en 6,39 secondes. Il est second du 100 mètres lors de la SEC Outdoor Conference 2011 avec un record personnel de 10,95 secondes. Lors du championnat WIAA Track & Field 2011, il obtient la médaille d'argent en saut en longueur réalisant son record personnel avec un saut de 7,20 m (23 ft 7 in).
Considéré comme une recrue 4 étoiles par le site Rivals.com, Gordon est classé no 24 comme RB du pays. Il est classé comme top player de l'État du Wisconsin par ESPN.com. Gordon choisira finalement l'équipe des Badgers du Wisconsin malgré les offres venues des Hawkeyes de l'Iowa, des Cardinals de Louisville et des Wolverines du Michigan. Gordon s'était originellement engagé avec l'Université de l'Iowa mais réussit à se désengager pour finalement choisir l'Université du Wisconsin à Madison.
| Nom | Ville naissance                           | École sup./Collège | Taille              | Poids          | 40Y.D.‡ | Date test       |
| --- | ----------------------------------------- | ------------------ | ------------------- | -------------- | ------- | --------------- |
| Melvin Gordon RB | Kenosha, WI                               | Bradford           | 1.85 m (6 ft, 1 in) | 84 kg (185 lb) | 4.5     | 5 décembre 2010 |
| Melvin Gordon RB | Scout : - Rivals : - 247Sports : - ESPN : |                    |                     |                |         |                 |
| Classement global au niveau national : Scout : 38 (RB) - Rivals : 24 (RB) - 247Sports : 6 (RB) - ESPN: 39 (Athl.) |                                           |                    |                     |                |         |                 |
| ‡ signifie course à pied de 40 yards Références : "Rivals.com 2011 Wisconsin Football Commitments". Rivals.com. Consulté le 17 novembre 2014. "Scout.com 2011 Wisconsin Football Commits". Scout.com. Consulté le 17 novembre 2014. "ESPN 2011 Wisconsin Football Commits". ESPN.com.Consulté le 17 novembre 2014. "Scout.com Team Recruiting Rankings". Scout.com. Consulté le 17 novembre 2014. "2011 Team Ranking". Rivals.com. Consulté le 17 novembre 2014. "247sports.com 2011 Wisconsin Football Commits". 247sports.com. Consulté le 17 novembre 2014. |                                           |                    |                     |                |         |                 |

## Carrière universitaire
Gordon rejoint l'Université du Wisconsin à Madison où il joue avec l'équipe de football américain des Badgers du Wisconsin de 2011 à 2014.

### 2011
| Statistiques détaillées de la saison 2011 | Statistiques détaillées de la saison 2011 | Statistiques détaillées de la saison 2011 | Statistiques détaillées de la saison 2011 | Statistiques détaillées de la saison 2011 | Statistiques détaillées de la saison 2011 | Statistiques détaillées de la saison 2011 | Statistiques détaillées de la saison 2011 | Statistiques détaillées de la saison 2011 | Statistiques détaillées de la saison 2011 | Statistiques détaillées de la saison 2011 | Statistiques détaillées de la saison 2011 | Statistiques détaillées de la saison 2011 |
| ----------------------------------------- | ----------------------------------------- | ----------------------------------------- | ----------------------------------------- | ----------------------------------------- | ----------------------------------------- | ----------------------------------------- | ----------------------------------------- | ----------------------------------------- | ----------------------------------------- | ----------------------------------------- | ----------------------------------------- | ----------------------------------------- |
|                                           |                                           |                                           | Courses                                   | Courses                                   | Courses                                   | Courses                                   | Courses                                   | Réceptions                                | Réceptions                                | Réceptions                                | Réceptions                                | Réceptions                                |
| Dates                                     | Adversaires                               | Résultats                                 | Nbr.                                      | Nbr. Yards                                | Moyenne                                   | + Long.                                   | Nbr. TDs                                  | Nbr.                                      | Nbr. Yards                                | Moyenne                                   | + Long.                                   | Nbr. TDs                                  |
| 1er sept.                                 | Rebels de l'UNLV                          | G 51-17                                   | 7                                         | 38                                        | 5,4                                       | 12                                        | 0                                         | 0                                         | 0                                         | 0                                         | 0                                         | 0                                         |
| 17 sept.                                  | Huskies de Northern Illinois              | G 49-07                                   | 5                                         | 28                                        | 5,6                                       | 14                                        | 0                                         | 0                                         | 0                                         | 0                                         | 0                                         | 0                                         |
| 24 sept.                                  | Coyotes de South Dakota (FCS)             | G 59-10                                   | 8                                         | 32                                        | 4,0                                       | 08                                        | 1                                         | 0                                         | 0                                         | 0                                         | 0                                         | 0                                         |
| Totaux 2011                               | Totaux 2011                               | Totaux 2011                               | 20                                        | 98                                        | 4,9                                       | 14                                        | 1                                         | 0                                         | 0                                         | 0                                         | 0                                         | 0                                         |

Comme freshman en 2011, il participe à 3 matchs accumulant 20 courses pour un gain de 98 yards et 1 touchdown. Il devient redshirt après avoir subi une blessure à l'aine.

### 2012
| Statistiques détaillées de la saison 2012 | Statistiques détaillées de la saison 2012 | Statistiques détaillées de la saison 2012 | Statistiques détaillées de la saison 2012 | Statistiques détaillées de la saison 2012 | Statistiques détaillées de la saison 2012 | Statistiques détaillées de la saison 2012 | Statistiques détaillées de la saison 2012 | Statistiques détaillées de la saison 2012 | Statistiques détaillées de la saison 2012 | Statistiques détaillées de la saison 2012 | Statistiques détaillées de la saison 2012 | Statistiques détaillées de la saison 2012 |
| ----------------------------------------- | ----------------------------------------- | ----------------------------------------- | ----------------------------------------- | ----------------------------------------- | ----------------------------------------- | ----------------------------------------- | ----------------------------------------- | ----------------------------------------- | ----------------------------------------- | ----------------------------------------- | ----------------------------------------- | ----------------------------------------- |
|                                           |                                           |                                           | Courses                                   | Courses                                   | Courses                                   | Courses                                   | Courses                                   | Réceptions                                | Réceptions                                | Réceptions                                | Réceptions                                | Réceptions                                |
| Dates                                     | Adversaires                               | Résultats                                 | Nbr.                                      | Nbr. Yards                                | Moyenne                                   | + Long.                                   | Nbr. TDs                                  | Nbr.                                      | Nbr. Yards                                | Moyenne                                   | + Long.                                   | Nbr. TDs                                  |
| 15 sept.                                  | Aggies d'Utah State                       | G 16-14                                   | 2                                         | 18                                        | 9.0                                       | 15                                        | 0                                         | 0                                         | 0                                         | 0.0                                       | 0                                         | 0                                         |
| 22 sept.                                  | Miners de l'UTEP                          | G 37-26                                   | 8                                         | 112                                       | 14.0                                      | 26                                        | 1                                         | 0                                         | 0                                         | 0.0                                       | 0                                         | 0                                         |
| 29 sept.                                  | @ Cornhuskers du Nebraska                 | P 27-30                                   | 2                                         | 5                                         | 2.5                                       | 4                                         | 0                                         | 1                                         | 8                                         | 8.0                                       | 8                                         | 0                                         |
| 6 oct.                                    | Fighting Illini de l'Illinois             | G 31-14                                   | 5                                         | 15                                        | 3.0                                       | 10                                        | 0                                         | 0                                         | 0                                         | 0.0                                       | 0                                         | 0                                         |
| 13 oct.                                   | @ Boilermakers de Purdue                  | G 38-14                                   | 7                                         | 80                                        | 11.4                                      | 51                                        | 0                                         | 0                                         | 0                                         | 0.0                                       | 0                                         | 0                                         |
| 20 oct.                                   | Golden Gophers du Minnesota               | G 38-13                                   | 10                                        | 20                                        | 2.0                                       | 9                                         | 0                                         | 0                                         | 0                                         | 0.0                                       | 0                                         | 0                                         |
| 10 nov.                                   | @ Hoosiers de l'Indiana                   | G 62-14                                   | 8                                         | 96                                        | 12.0                                      | 23                                        | 1                                         | 0                                         | 0                                         | 0.0                                       | 0                                         | 0                                         |
| 17 nov.                                   | Buckeyes d'Ohio State                     | P 14ET21                                  | 1                                         | -1                                        | -1.0                                      | 0                                         | 0                                         | 0                                         | 0                                         | 0.0                                       | 0                                         | 0                                         |
| 24 nov.                                   | @ Nittany Lions de Penn State             | P 21ET24                                  | 1                                         | 9                                         | 9.0                                       | 9                                         | 0                                         | 1                                         | 57                                        | 57.0                                      | 57                                        | 1                                         |
| Finale de conférence Big Ten              |                                           |                                           |                                           |                                           |                                           |                                           |                                           |                                           |                                           |                                           |                                           |                                           |
| 1er déc.                                  | Cornhuskers du Nebraska                   | G 70-31                                   | 9                                         | 216                                       | 24.0                                      | 60                                        | 1                                         | 0                                         | 0                                         | 0.0                                       | 0                                         | 0                                         |
| Rose Bowl 2013                            |                                           |                                           |                                           |                                           |                                           |                                           |                                           |                                           |                                           |                                           |                                           |                                           |
| 1er janv.                                 | Cardinal de Stanford                      | P 14-20                                   | 9                                         | 51                                        | 5.7                                       | 15                                        | 0                                         | 0                                         | 0                                         | 0.0                                       | 0                                         | 0                                         |
| Totaux 2012                               | Totaux 2012                               | Totaux 2012                               | 62                                        | 621                                       | 10.0                                      | 60                                        | 3                                         | 2                                         | 65                                        | 32.5                                      | 57                                        | 1                                         |

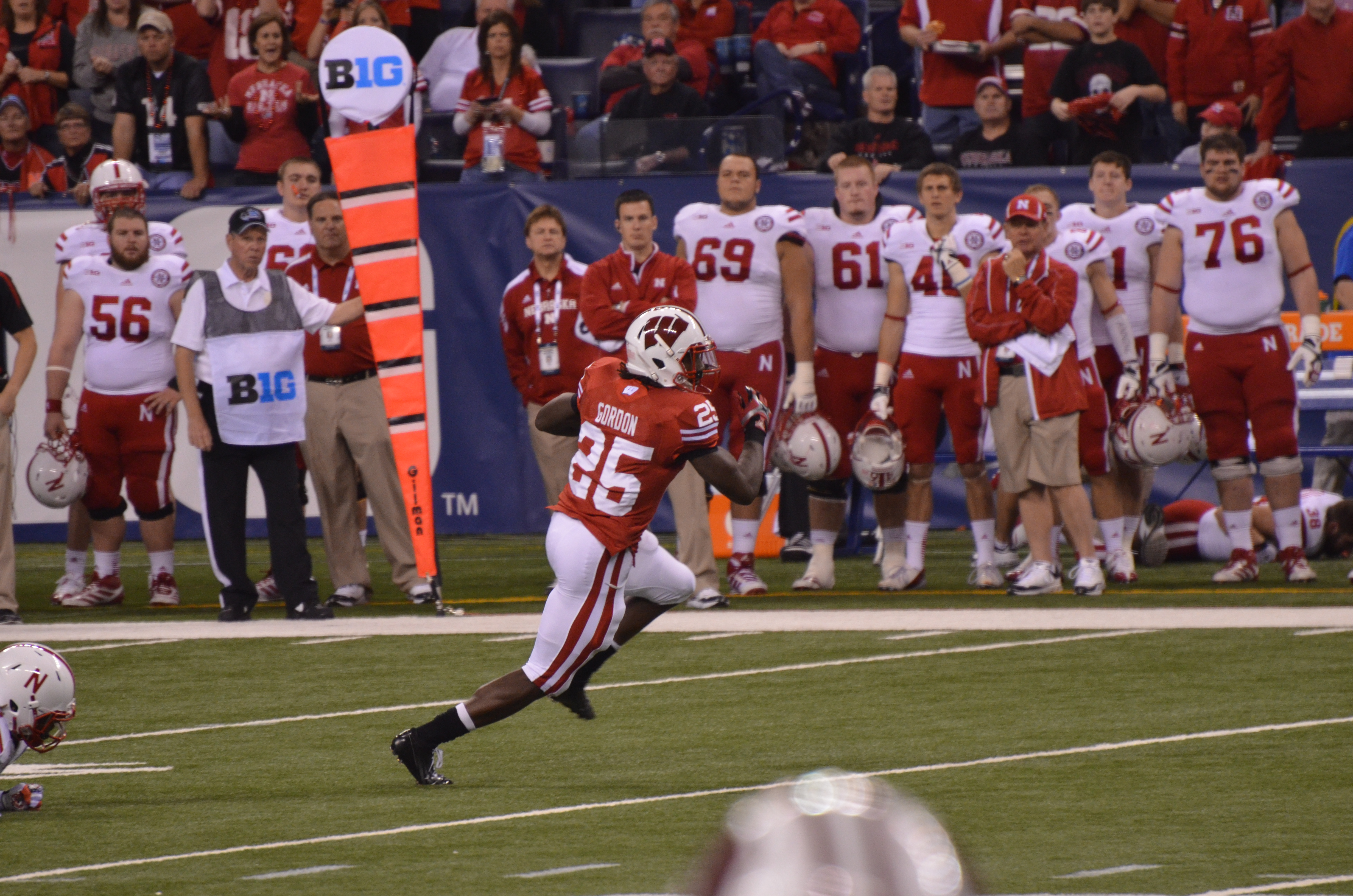
RB Malvin Gordon en 2012 lors d'une course de 56 yards pour un TD contre Nebraska (victoire 70 à 31)

En 2012, Gordon est considéré comme 3e running back de l'équipe derrière Montee Ball et James White.
Gordon améliore son record en gagnant 216 yards en 9 courses (moyenne de 24 yards par course) lors du match de conférence de la Big Ten contre les Cornhuskers du Nebraska (victoire des Badgers non classés contre les No 12 Cornhuskers 70 à 31.
Pendant le Rose Bowl 2013, il effectue 9 courses pour 51 yards contre les No 6 Cardinal de Stanford mais son équipe perd le match dans les derniers instants, 20 à 14.
Sur l'ensemble de la saison, il aura gagné 631 yards en 62 courses et inscrit 3 TDs.

### 2013
| Statistiques détaillées de la saison 2013 | Statistiques détaillées de la saison 2013 | Statistiques détaillées de la saison 2013 | Statistiques détaillées de la saison 2013 | Statistiques détaillées de la saison 2013 | Statistiques détaillées de la saison 2013 | Statistiques détaillées de la saison 2013 | Statistiques détaillées de la saison 2013 | Statistiques détaillées de la saison 2013 | Statistiques détaillées de la saison 2013 | Statistiques détaillées de la saison 2013 | Statistiques détaillées de la saison 2013 | Statistiques détaillées de la saison 2013 |
| ----------------------------------------- | ----------------------------------------- | ----------------------------------------- | ----------------------------------------- | ----------------------------------------- | ----------------------------------------- | ----------------------------------------- | ----------------------------------------- | ----------------------------------------- | ----------------------------------------- | ----------------------------------------- | ----------------------------------------- | ----------------------------------------- |
|                                           |                                           |                                           | Courses                                   | Courses                                   | Courses                                   | Courses                                   | Courses                                   | Réceptions                                | Réceptions                                | Réceptions                                | Réceptions                                | Réceptions                                |
| Dates                                     | Adversaires                               | Résultats                                 | Nbr.                                      | Nbr. Yards                                | Moyenne                                   | + Long.                                   | Nbr. TDs                                  | Nbr.                                      | Nbr. Yards                                | Moyenne                                   | + Long.                                   | Nbr. TDs                                  |
| 31 août                                   | Minutemen de l'UMass                      | G 45-00                                   | 13                                        | 144                                       | 11.1                                      | 70                                        | 1                                         | 0                                         | 0                                         | 0.0                                       | 0                                         | 0                                         |
| 7 sept.                                   | Golden Eagles de Tennessee Tech (FCS)     | G 48-00                                   | 9                                         | 140                                       | 15.6                                      | 65                                        | 1                                         | 0                                         | 0                                         | 0.0                                       | 0                                         | 0                                         |
| 14 sept.                                  | @ Sun Devils d'Arizona State              | P 30-32                                   | 15                                        | 193                                       | 12.9                                      | 80                                        | 2                                         | 0                                         | 0                                         | 0.0                                       | 0                                         | 0                                         |
| 21 sept.                                  | Boilermakers de Purdue                    | G 41-10                                   | 16                                        | 147                                       | 9.2                                       | 27                                        | 3                                         | 0                                         | 0                                         | 0.0                                       | 0                                         | 0                                         |
| 28 sept.                                  | @ Buckeyes d'Ohio State                   | P 24-31                                   | 15                                        | 74                                        | 4.9                                       | 16                                        | 0                                         | 0                                         | 0                                         | 0.0                                       | 0                                         | 0                                         |
| 12 oct.                                   | Wildcats de Northwestern                  | G 35-06                                   | 22                                        | 172                                       | 7.8                                       | 71                                        | 1                                         | 1                                         | 10                                        | 10.0                                      | 10                                        | 0                                         |
| 19 oct.                                   | @ Fighting Illini de l'Illinois           | G 56-32                                   | 17                                        | 142                                       | 8.4                                       | 28                                        | 3                                         | 0                                         | 0                                         | 0.0                                       | 0                                         | 0                                         |
| 2 nov.                                    | @ Hawkeyes de l'Iowa                      | G 28-09                                   | 17                                        | 62                                        | 3.6                                       | 13                                        | 0                                         | 0                                         | 0                                         | 0.0                                       | 0                                         | 0                                         |
| 9 nov.                                    | Cougars de BYU                            | G 27-17                                   | 19                                        | 86                                        | 4.5                                       | 23                                        | 0                                         | 0                                         | 0                                         | 0.0                                       | 0                                         | 0                                         |
| 16 nov.                                   | Hoosiers de l'Indiana                     | G 51-03                                   | 13                                        | 146                                       | 11.2                                      | 44                                        | 1                                         | 0                                         | 0                                         | 0.0                                       | 0                                         | 0                                         |
| 23 nov.                                   | @ Golden Gophers du Minnesota             | G 20-07                                   | 12                                        | 69                                        | 5.8                                       | 13                                        | 0                                         | 0                                         | 0                                         | 0.0                                       | 0                                         | 0                                         |
| 30 nov.                                   | Nittany Lions de Penn State               | P 24-31                                   | 13                                        | 91                                        | 7.0                                       | 14                                        | 0                                         | 0                                         | 0                                         | 0.0                                       | 0                                         | 0                                         |
| Capital One Bowl 2014                     |                                           |                                           |                                           |                                           |                                           |                                           |                                           |                                           |                                           |                                           |                                           |                                           |
| 1er jan.                                  | Gamecocks de la Caroline du Sud           | P 24-34                                   | 25                                        | 143                                       | 5.7                                       | 20                                        | 0                                         | 0                                         | 0                                         | 0.0                                       | 0                                         | 0                                         |
| Totaux 2013                               | Totaux 2013                               | Totaux 2013                               | 206                                       | 1.609                                     | 7.8                                       | 80                                        | 12                                        | 1                                         | 10                                        | 10.0                                      | 10                                        | 0                                         |

Le 14 novembre, Gordon est sélectionné comme 1/2 finaliste du Prix Doak Walker 2013. Le 13 décembre, Gordon annonce, après avoir hésité longuement, qu'il va rester jouer son année junior à Wisconsin. Expliquant sa décision, il débute par ces mots :J'adore l'Université du Wisconsin et je sens qu'il m'est encore possible d'y grandir ... au niveau académique, une nouvelle année à l'école me permettra d'obtenir mon diplôme, et sur le terrain, j'espère pouvoir aider mon équipe à retrouver le titre de champion de la Big Ten.

### 2014
| Statistiques détaillées de la saison 2014 | Statistiques détaillées de la saison 2014 | Statistiques détaillées de la saison 2014 | Statistiques détaillées de la saison 2014 | Statistiques détaillées de la saison 2014 | Statistiques détaillées de la saison 2014 | Statistiques détaillées de la saison 2014 | Statistiques détaillées de la saison 2014 | Statistiques détaillées de la saison 2014 | Statistiques détaillées de la saison 2014 | Statistiques détaillées de la saison 2014 | Statistiques détaillées de la saison 2014 | Statistiques détaillées de la saison 2014 |
| ----------------------------------------- | ----------------------------------------- | ----------------------------------------- | ----------------------------------------- | ----------------------------------------- | ----------------------------------------- | ----------------------------------------- | ----------------------------------------- | ----------------------------------------- | ----------------------------------------- | ----------------------------------------- | ----------------------------------------- | ----------------------------------------- |
|                                           |                                           |                                           | Courses                                   | Courses                                   | Courses                                   | Courses                                   | Courses                                   | Réceptions                                | Réceptions                                | Réceptions                                | Réceptions                                | Réceptions                                |
| Dates                                     | Adversaires                               | Résultats                                 | Nbr.                                      | Nbr. Yards                                | Moyenne                                   | + Long.                                   | Nbr. TDs                                  | Nbr.                                      | Nbr. Yards                                | Moyenne                                   | + Long.                                   | Nbr. TDs                                  |
| 30 août                                   | @ Tigers de LSU                           | P 24-28                                   | 16                                        | 140                                       | 08,8                                      | 63                                        | 1                                         | 0                                         | 0                                         | 00,0                                      | 0                                         | 0                                         |
| 6 sept.                                   | Leathernecks de Western Illinois (FCS)    | G 37-03                                   | 17                                        | 038                                       | 02,2                                      | 21                                        | 0                                         | 4                                         | 22                                        | 05,5                                      | 08                                        | 1                                         |
| 20 sept.                                  | Falcons de Bowling Green                  | G 68-17                                   | 13                                        | 253                                       | 19,5                                      | 69                                        | 5                                         | 1                                         | 05                                        | 05,0                                      | 05                                        | 0                                         |
| 27 sept.                                  | Bulls de South Florida                    | G 27-10                                   | 32                                        | 181                                       | 05,7                                      | 43                                        | 2                                         | 0                                         | 0                                         | 00,0                                      | 0                                         | 0                                         |
| 4 oct.                                    | @ Wildcats de Northwestern                | P 14-20                                   | 27                                        | 259                                       | 09,6                                      | 61                                        | 1                                         | 0                                         | 0                                         | 00,0                                      | 0                                         | 0                                         |
| 11 oct.                                   | Fighting Illini de l'Illinois             | G 38-28                                   | 27                                        | 175                                       | 06,5                                      | 46                                        | 4                                         | 1                                         | 0                                         | 00,0                                      | 0                                         | 0                                         |
| 25 oct.                                   | Terrapins du Maryland                     | G 52-07                                   | 22                                        | 122                                       | 05,5                                      | 22                                        | 3                                         | 2                                         | 12                                        | 06,0                                      | 12                                        | 0                                         |
| 1 nov.                                    | @ Scarlet Knights de Rutgers              | G 37-00                                   | 19                                        | 128                                       | 06,7                                      | 51                                        | 2                                         | 0                                         | 0                                         | 00,0                                      | 0                                         | 0                                         |
| 8 nov.                                    | @ Boilermakers de Purdue                  | G 34-16                                   | 25                                        | 205                                       | 08,2                                      | 47                                        | 1                                         | 3                                         | 44                                        | 14,7                                      | 27                                        | 1                                         |
| 15 nov.                                   | Cornhuskers du Nebraska                   | G 59-24                                   | 25                                        | 408                                       | 16,3                                      | 68                                        | 4                                         | 0                                         | 0                                         | 00,0                                      | 0                                         | 0                                         |
| 22 nov.                                   | @ Hawkeyes de l'Iowa                      | G 26-24                                   | 31                                        | 200                                       | 06,5                                      | 88                                        | 2                                         | 4                                         | 64                                        | 16,0                                      | 35                                        | 0                                         |
| 29 nov.                                   | Golden Gophers du Minnesota               | G 34-24                                   | 29                                        | 151                                       | 05,2                                      | 24                                        | 1                                         | 2                                         | 04                                        | 02,0                                      | 04                                        | 1                                         |
| Finale de conférence Big Ten 2014         |                                           |                                           |                                           |                                           |                                           |                                           |                                           |                                           |                                           |                                           |                                           |                                           |
| 6 déc.                                    | Buckeyes d'Ohio State                     | P 00-59                                   | 26                                        | 076                                       | 02,9                                      | 13                                        | 0                                         | 0                                         | 0                                         | 00,0                                      | 0                                         | 0                                         |
| Outback Bowl 2015                         |                                           |                                           |                                           |                                           |                                           |                                           |                                           |                                           |                                           |                                           |                                           |                                           |
| 1er janv.                                 | Tigers d'Auburn                           | G 34ET31                                  | 34                                        | 251                                       | 07,4                                      | 53                                        | 3                                         | 2                                         | 02                                        | 01,0                                      | 05                                        | 0                                         |
| Totaux 2014                               | Totaux 2014                               | Totaux 2014                               | 343                                       | 2 587                                     | 07,5                                      | 88                                        | 29                                        | 19                                        | 153                                       | 08,1                                      | 35                                        | 3                                         |

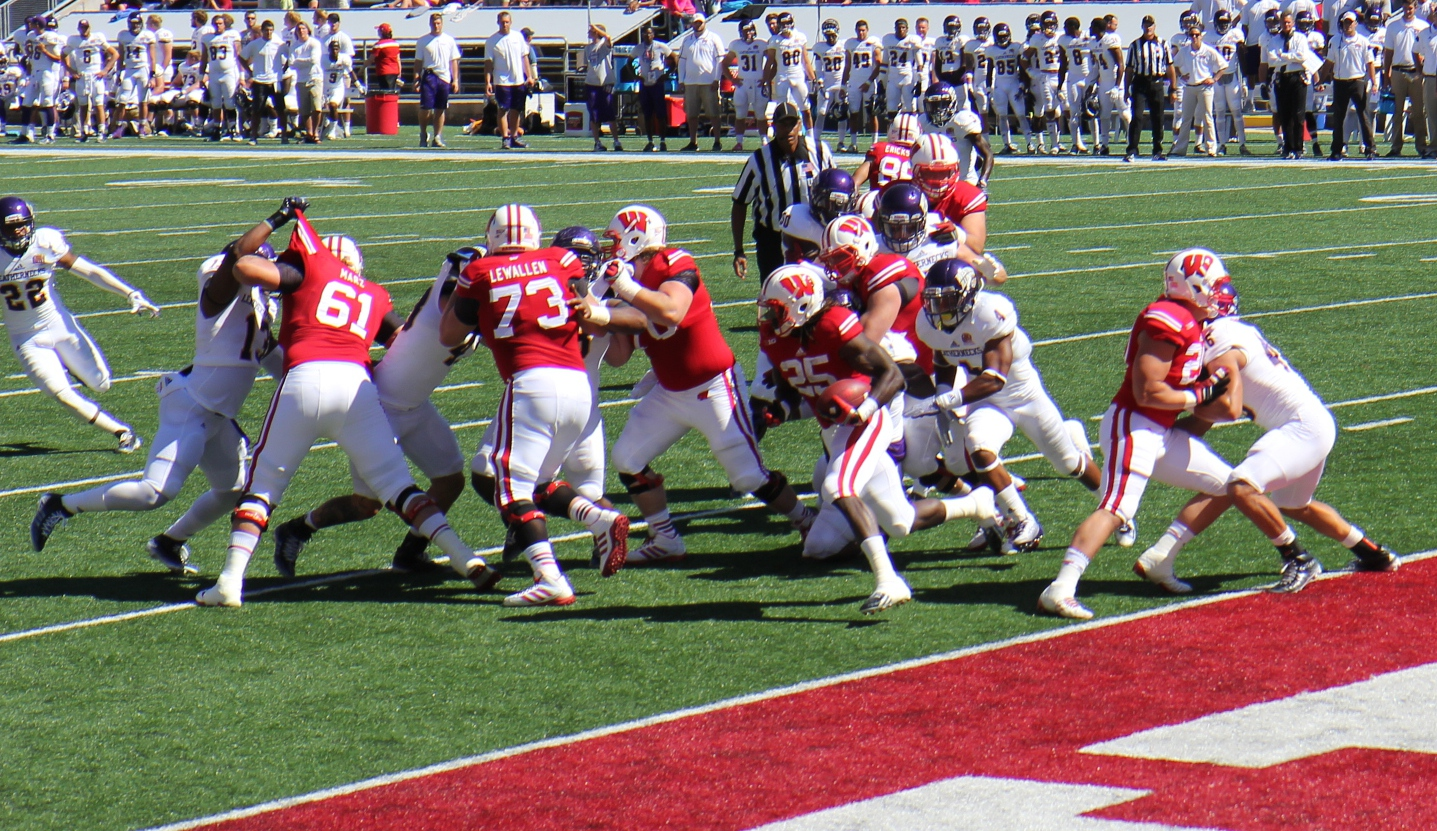
Course contre Western Illinois Leathernecks en 2014

Avant le début de la saison Gordon était désigné comme candidat au Trophée Heisman,,, ainsi que pour les prix Maxwell, Doak Walker et Walter Camp,. C'est la 1re fois que Gordon est considéré comme 1er Running back de l'équipe de Wisconsin. En 2012, il était considéré comme 3e choix derrière Montee Ball et James White, et en 2013 également 3e derrière James White et Corey Clement.
Gordon commence la saison avec 16 courses pour 140 yards gagnés contre les #13 LSU le 30 août en déplacement au NRG Stadium à Houston au Texas. LSU renverse la situation alors qu'ils sont menés 7 à 24 pour finalement gagner le match 28 à 24. L'entraîneur de Wisconsin, Gary Andersen fut critiqué car il n'avait utilisé Gordon qu'à 3 reprises en seconde mi-temps. Interrogé à ce sujet, Anderson répond :I didn't know why Gordon had limited carries (Je ne sais pas pourquoi les courses de Gordon ont été limitées). Gordon affirme aux média après le match qu'il n'était pas blessé. Cependant, deux jours plus tard, Anderson déclare que Gordon à la fin du 2e quart-temps s'était légèrement blessé à la hanche et qu'il était plus intelligent de moins l'utiliser pour le reste du match.
Lors du second match de la saison contre l'équipe de FCS de Leathernecks de Western Illinois, Gordon effectuera sa plus faible prestation de la saison avec 38 yards gagnés en 17 courses.
Le 20 septembre contre Bowling Green, Gordon réussit la meilleure performance de sa carrière avec 5 TDs et 253 yards gagnés à la course. Juste deux semaines plus tard, contre Northwestern au Ryan Field, Gordon atteint les 259 yards gagnés à la course.
Après la 6e semaine, Gordon est nommé sur CBSSports.com dans l'équipe type universitaire de football américain (College Football All-America Team). Le 3 novembre, Gordon est retenu dans la liste des 20 finalistes pour le Prix Maxwell Award (les 3 finalistes sont annoncés le 24 novembre).
Le 15 novembre, contre les Cornhuskers, Gordon gagne 418 yards à la course et établit ainsi le record FBS de yards gagnés à la course sur un seul match. Il inscrit également 4 TDs à la course en 25 courses en seulement 3 quart-temps de jeu. Le précédent record datait de 1999 et était détenu par LaDainian Tomlinson, RB de TCU avec 406 yards.

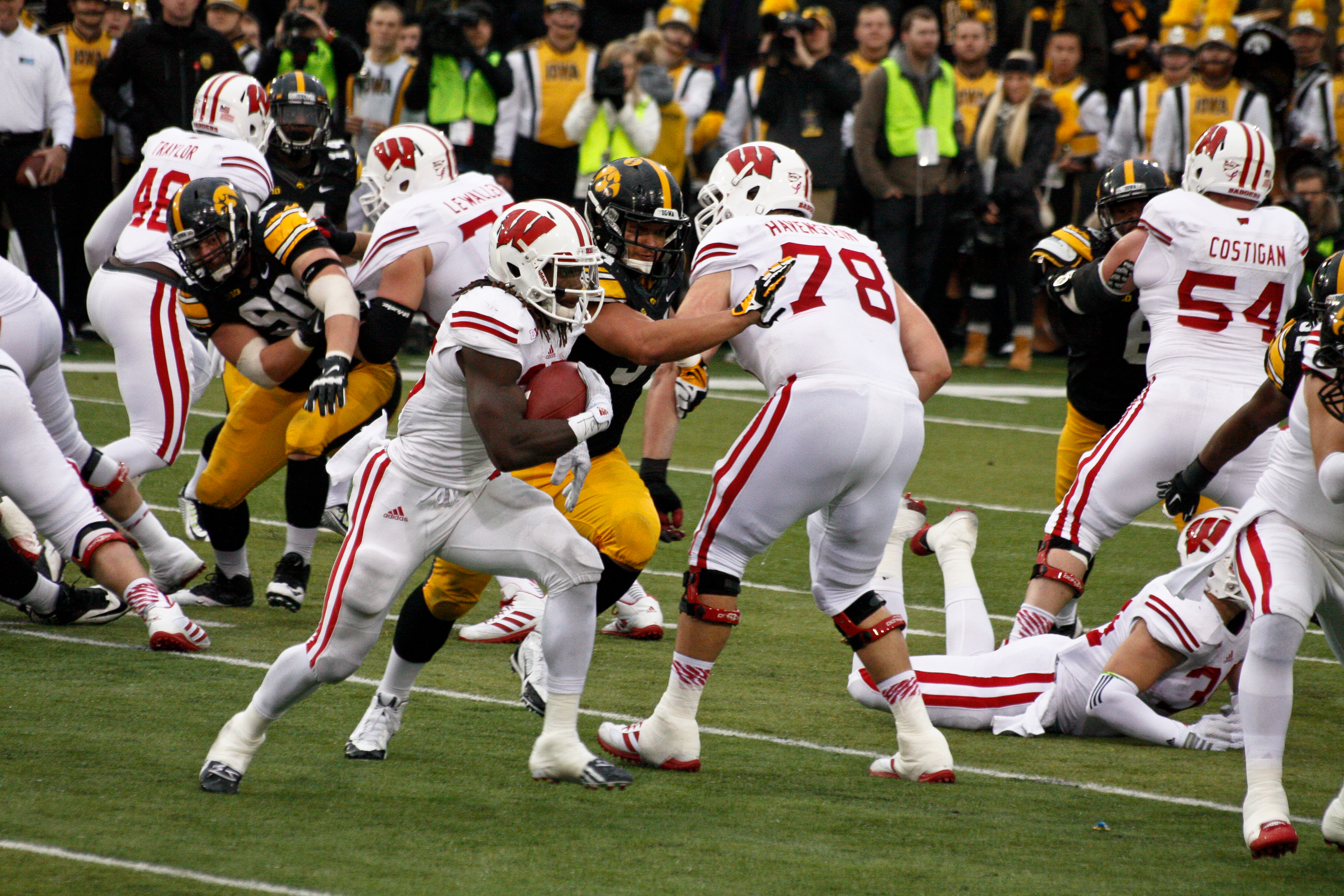
Melvin Gordon en 2014 lors d'une course contre Iowa.

Il bat également d'une part, le record de l'équipe de Wisconsin (qui était de 339 yards et détenu depuis 1996 par RB Ron Dayne) et d'autre part, le record de la Big Ten Conference (détenu depuis 1989 par RB Anthony Thompson qui était de 377 yards). Gordon, à la suite de sa performance contre les Huskers, reçoit de multiples prix du ''Joueur de la semaine''. La Walter Camp Football Foundation, Athlon Sports et CBSSports.com le désignent comme meilleur joueur national offensif de la semaine, et la Conférence Big Ten le désigne comme joueur offensif de la conférence de la semaine,,.
Le 19 novembre, Gordon est nommé parmi les demi-finalistes du Prix Doak Walker (les 3 finalistes étant désignés le 25 novembre) et la Walter Camp Foundation le nomme parmi les 15 Joueurs à observer pour le Prix Walter Camp (les 5 finalistes étant désignés le 3 décembre).
Le 22 novembre, contre Iowa au Kinnick Stadium, Gordon gagne 200 yards et effectue 4 réceptions pour un gain de 64 yards, étant ainsi le meilleur de son équipe pour ces deux types de statistique.

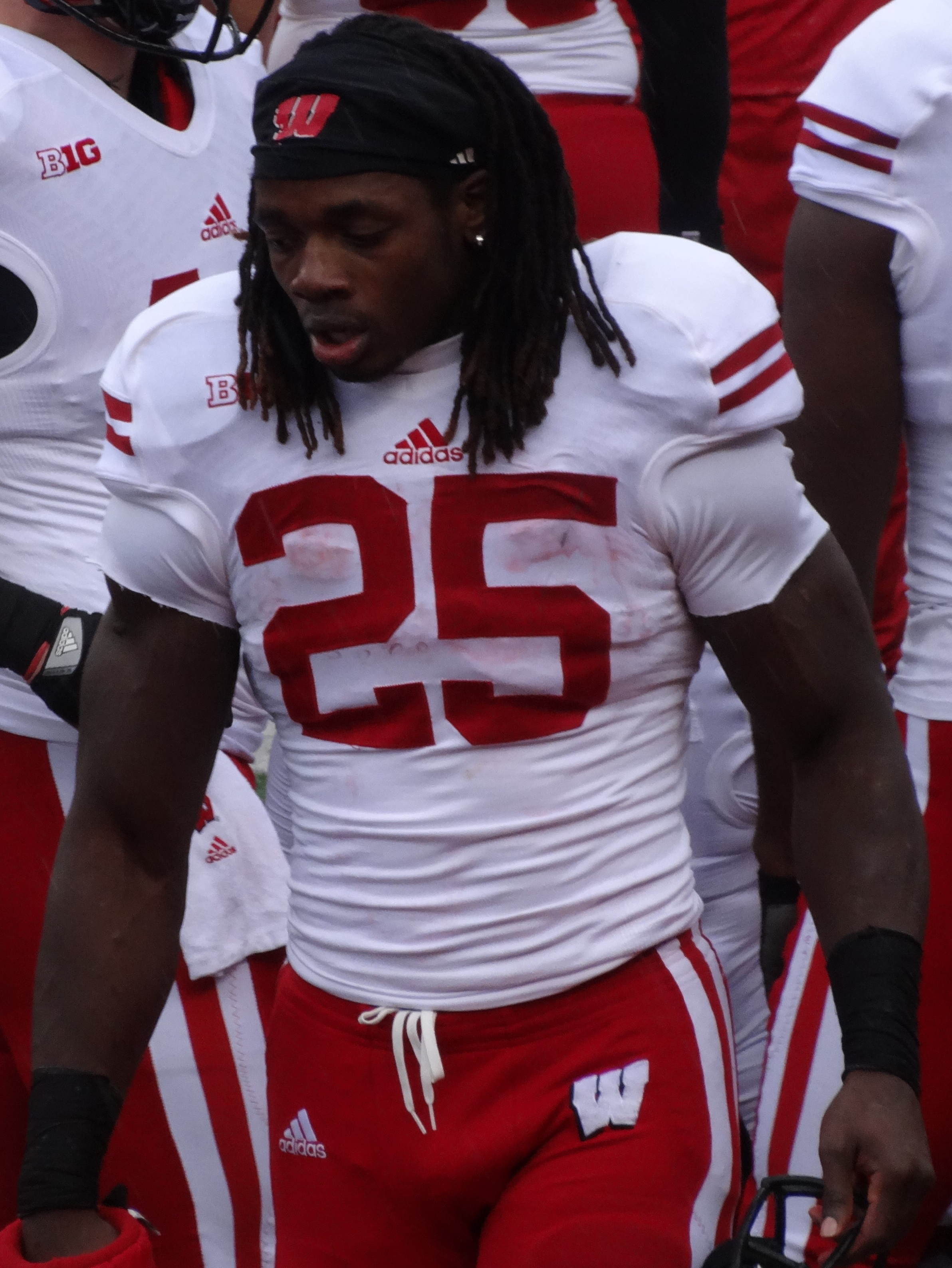
Gordon durant un match contre Rutgers en 2014

Il dépasse les 2 000 yards gagnés à la course en fin de saison et devient le 17e joueur de l'histoire de la FBS à réaliser cet exploit. Il devient cependant celui qui aura atteint les 2 000 yards le plus rapidement puisque ce nombre fut atteint après 241 courses seulement, détrônant le RB de Penn State, Larry Johnson, lequel, en 2002 avait eu besoin de 251 courses.
Ce record de yards gagnés en un seul match est néanmoins battu la semaine suivante, par le RB des Sooners de l'Oklahoma, Samaje Perine, lequel atteint les 427 yards lors du match contre Kansas. Lorsqu'il apprend que son record a été battu, Gordon déclare à la presse : That's disappointing, to have that. But congrats to that guy; that's really not easy to do (C'est décevant ça. Mais bravo à ce gars-là; ce n'est vraiment pas facile à réaliser). À la suite de sa performance au Kinnick Stadium, Gordon est déclaré, pour la 3e fois de la saison, joueur offensif de la semaine de la Conférence Big Ten.
Le 25 novembre, Gordon est nommé finaliste du Prix Maxwell avec les QBs Marcus Mariota des Ducks de l'Oregon et Dak Prescott des Bulldogs de Mississippi State. Gordon et deux RB de la Big Ten Conference, Ameer Abdullah (Nebraska) et Tevin Coleman (Hoosiers de l'Indiana) sont nommés comme les 2 autres finalistes du Prix Doak Walker. Gordon gagnera finalement ce prix.
Le 1er décembre, Gordon gagne le Prix Ameche–Dayne du RB de l'année pour la Conference Big Ten et est désigné comme 1er RB de l'équipe type de la Big Ten,. Le lendemain, Gordon remporte le Prix Graham–George de joueur offensif de l'année de la Conference Big Ten.
Le 8 décembre 2014, les trois finalistes du Trophée Heisman sont désignés : Gordon en fait partie avec QB Marcus Mariota des Ducks de l'Oregon et WR Amari Cooper du Crimson Tide de l'Alabama. Gordon est ainsi le 4e joueur de Wisconsin à être désigné finaliste du Trophée Heisman, ces 4 joueurs étant tous des Running back. Alan Ameche en 1954 et Ron Dayne en 1999 ont remporté le trophée alors qu'en 2011 Montee Ball terminait 4e. Gordon finira finalement 2e derrière QB Marcus Mariota.
Le 10 décembre 2014, Gordon annonce son intention de renoncer à sa dernière année de Collège pour se présenter à la Draft 2015 de la NFL.
Lors de son dernier match universitaire, il gagne 251 yards à la course contre les No 19, les Tigers d'Auburn, remportant en extra-time l'Outback Bowl 2015. Avec cette performance, il établit le record de yards gagné à la course de l'Outback Bowl 2015 et en est désigné joueur MVP .
Sur l'entièreté de la saison, il gagne 2 587 yards. Il s'agit du second score de l'histoire de la FBS juste derrière RB Barry Sanders des Sooners de l'Oklahoma lequel détient le record depuis 1988 avec 2 628 yards.

### Statistiques
| Année          | Équipe         | MJ             |     | Courses | Courses | Courses | Courses |       | Passes réceptionnées | Passes réceptionnées | Passes réceptionnées | Passes réceptionnées |
| Année          | Équipe         | MJ             | Nb. | Yards   | Moy.    | TD      | Nb.     | Yards | Moy.                 | TD                   |                      |                      |
| 2011           | Wisconsin      | 4              | 20  | 98      | 4,9     | 1       | -       | -     | -                    | -                    |                      |                      |
| 2012           | Wisconsin      | 14             | 62  | 621     | 10      | 3       | 2       | 65    | 32,5                 | 1                    |                      |                      |
| 2013           | Wisconsin      | 13             | 206 | 1 609   | 7,8     | 12      | 1       | 10    | 10                   | 0                    |                      |                      |
| 2014           | Wisconsin      | 14             | 343 | 2 587   | 7,5     | 29      | 19      | 153   | 8,1                  | 3                    |                      |                      |
| Totaux en NCAA | Totaux en NCAA | Totaux en NCAA | 631 | 4 915   | 7,8     | 45      | 22      | 228   | 10,4                 | 4                    |                      |                      |

### Récompenses et trophées
2014
- Prix Doak Walker
- Trophée Jim Brown
- Prix Chicago Tribune Silver Football
- Sélectionné dans l'équipe All-America de 2014
- Sélectionné dans l'équipe de la Big Ten 2014
- Prix Graham George (Joueur offensif de l'année de la Big Ten 2014
- Prix Ameche–Dayne du Running Back de l'année de la Big Ten 2014
- 3 fois joueur offensif de la semaine (semaines 4, 12 et 13) de la Big Ten 2014
- MVP de l'Outback Bowl 2015

2013
- Sélectionné dans la 2e équipe Big Ten 2013
- 1 × fois joueur offensif de la semaine (semaine 4) de la Big Ten 2013
- Académicien de la Big Ten

2012
- Académicien de la Big Ten

### Records
NCAA Division I Football Bowl Subdivision
- Joueur ayant atteint le plus rapidement le total de 2000 yards sur la saison (241 courses en 2014)[31]
- Le plus grand nombre de yards gagnés à la course (3536) par des coéquipiers RB sur la saison 2014, season: 3,536 (Melvin Gordon et Corey Clement)[41]
- Plus grande moyenne de yards gagné par course sur la carrière (7,79)[42]

Conférence Big Ten
- + grand nombre de yards gagnés à la course sur la saison 2014 (2.587)[2]
- + grand nombre de yards gagnés à la course sur les matchs de conférence sur la saison 2014 (1.648)[43]
- + haute moyenne de yards gagnés par match sur les matchs de conférence en 2014 (206.0)[43]
- + grand nombre de yards gagnés sur un match (408 yards, le 15 novembre 2014 contre Nebraska)[25]
- + grand nombre de yards gagnés sur la saison par des coéquipiers (RB) : 3.536 (Melvin Gordon et Corey Clement)[41]

Badgers du Wisconsin
- + grand nombre de yards gagnés à la course sur la saison 2014 (2.587)[2]
- + grand nombre de yards gagnés sur un match (408, le 15 novembre 2014 contre Nebraska)[25]
- + grand nombre de yards gagnés lors d'un match d'après saison régulière : 251 lors de l'Outback Bowl 2015[2]
- + grand nombre de yards gagnés lors d'un seul quart-temps : 189 (le 15 novembre 2014 contre Nebraska)
- + grand nombre de yards gagnés sur la saison par des coéquipiers (RB) : 3.536 (Melvin Gordon et Corey Clement)[41]
- + haute moyenne de yards gagnés par course sur la carrière (minimum de 300 courses) : 7,79 entre 2011 et 2014
- + haute moyenne de yards gagnés par course sur la saison (min 100 courses): 7,81 sur la saison 2013
- + haute moyenne de yards gagnés par course sur 1 match (min 10 courses): 19,5 (20 septembre 2014 contre Bowling Green)
- + grand nombre de TDs inscrits à la course sur 1 match : 5 (tied) (September 20, 2014 vs. Bowling Green)
- + grand nombre de matchs avec au moins 100 yards gagnés à la course : 12 sur la saison 2014
- + grand nombre de matchs avec au moins 200 yards gagnés à la course : 6 sur la saison 2014

## Carrière professionnelle

### Draft
Dès qu'il annonce sa participation à la Draft 2015 de la NFL, l'expert analyste Mel Kiper, Jr. classe de suite Gordon comme choix n°9 possible. Après la fin de la saison NCAA FBS 2014, Gordon se prépare pour le Scouting Combine de la NFL sur le site EXOS San Diego à Carlsbad grâce aux recommandations de son ancien coéquipier Jared Abbrederis. Il y établit le record sur le parcours de 60 yards qu'il effectue en 11 secondes avant que Byron Jones ne fasse un peu mieux (10,98 secondes).
Le 30 avril 2015, les Chargers de San Diego le sélectionnent lors du premier tour comme 15e choix global. Il est à signaler que les Chargers ont dû effectuer un trade up avec les 49ers de San Francisco car ils ne possédaient que le 17e choix du 1er tour de la draft 2015. Pour pouvoir choisir Gordon lors du 15e choix du 1er tour de la draft 2015, les Chargers ont donc cédé aux 49ers : le 17e choix du 1er tour et leur choix du 4e tour de draft 2015 ainsi que leur choix du 5e tour de la draft 2016.
Gordon signe un contrat de 4 ans et une 5e année en option avec une prime garantie à la signature de 10,67 millions.
| Taille             | Poids          | Bras            | Main           | Sprint   | Sprint   | Sprint   | Shuttle 20 yards | 3 cones drill | Détente         | Détente             | Développé couché | Test Wonderlic |
| Taille             | Poids          | Bras            | Main           | 40 yards | 10 yards | 20 yards | Shuttle 20 yards | 3 cones drill | verticale       | horizontale         | Développé couché | Test Wonderlic |
| 1,85 m (6 ft 1 in) | 97 kg (215 lb) | 82 cm (32 ⅜ in) | 25 cm (9 ¾ in) | 4,52 s   | 1,62 s   | 2,66 s   | 4,07 s           | 7,04 s        | 88,9 cm (35 in) | 3,20 m (10 ft 6 in) | 19               | 20             |

### Charges de San Diego (2015-2019)

#### 2015
Le 15 mai 2015, Gordon signe un contrat garanti de quatre ans (avec option de cinquième année) avec les Chargers pour un montant de 10,66 millions de $ et 6 millions de $ de bonus à la signature.
Gordon commence sa carrière professionnelle chez les Chargers comme titulaire des Running Back, devançant les vétérans Danny Woodhead et Branden Oliver (en). Le 13 septembre 2015, il commence le match contre les Lions de Détroit effectuant 14 portées pour un gain global de 51 yards, réussissant 3 réceptions pour un gain de 16 yards malgré un fumble. Le match suivant (défaite 19-24 contre les Bengals de Cincinnati), il effectue 16 portées pour un gain total de 88 yards (son record de la saison) et gagne également 10 yards à la réception. Le 12 octobre 2015, Gordon effectue 7 réceptions gagnant 52 yards (son record de la saison) mais gagne également 42 yards en 15 portées lors de la défaite 20–24 contre les Steelers de  Pittsburgh. En sixième semaine lors de la défaite 20 à 27 chez les Packers de Green Bay, il concède deux fumbles malgré un gain global de 29 yards en 7 portées. Il est ensuite mis sur le banc en septième semaine lors du match contre les Raiders d'Oakland mais est appelé pour effectuer 7 portées (gain de 29 yards). Il redevient titulaire le match suivant contre les Ravens de Baltimore (défaite 26 à 29) et effectue 18 portées (record de sa saison) pour un gain global de 54 yards. Pour son dernier match de la saison contre les Dolphins de Miami (victoire 30 à 14), il porte à 15 reprises le ballon pour un gain cumulé de 41 yards. Il se blesse néanmoins au genou et est placé le 21 décembre 2015 en injured reserve . Il termine donc sa saison rookie avec in bilan de 184 portées, 641 yards gagnés à la course, 33 réceptions, 192 yards gagnés en réception, six fumbles, pas de touchdown inscrit. Il a joué 14 matchs dont 12 comme titulaire.

#### 2016
Le 10 mai 2016, la franchise confirme que Gordon avait subi, en janvier, une intervention chirurgicale au niveau de micro-fractures. Il sera néanmoins apte à prendre part au camp d'entraînement ainsi que les autres activités prévues en début de saison.
Le 11 septembre 2016, Gordon inscrit ses deux premiers touchdown à la course de sa carrière professionnelle, contre les Chiefs de Kansas City (défaite en prolongation). Il termine le match avec 14 portées pour un gain cumulé de 57 yards. RB Danny Woodhead se déchire le ligament croisé antérieur et ne sait plus jouer de la saison. Gordon est désigné, dès la deuxième semaine, titulaire des running back pour le reste de la saison.
Gordon termine la saison avec un bilan d'une part à la course de 997 yards avec 10 TDs et d'autre part à la réception de 419 yards (en 41 réc.) avec 2 TDs. Il manque les trois derniers matchs de la saison après avoir subi des blessures à la hanche et au genou.
Gordon sera désigné pour participer à son premier Pro Bowl en remplacement de RB Le'Veon Bell des Steelers de Pittsburgh blessé.

#### 2017
Le 11 septembre 2017, lors du premier match de saison régulière contre les Broncos de Denver à l'occasion du Monday Night Football, Gordon revenant de blessure effectue 18 portées pour 51 yards ainsi que 5 réceptions pour un gain de 25 yards et 1 touchdown à la suite d'une passe de son quarterback Philip Rivers. En semaines 2 et 3, il inscrit à chaque fois un TD à la course,. En 5e semaine, Gordon gagne 105 yards en 20 courses et effectue 6 réceptions pour un gain de 58 yards inscrivant 2 TDs lors de la victoire 27 à 22 sur les Giants de New York, ce qui lui vaut le titre de joueur offensif AFC de la semaine. Le match suivant contre les Raiders d'Oakland, il gagne 83 yards et inscrit 1 TD à la tout en gagnant 67 yards et inscrivant 1 TD à la réception. Le 29 octobre contre les Patriots de la Nouvelle-Angleterre, il inscrit un TD à la suite d'une course de 87 yards dans le premier quart-temps. Il termine le match avec un gain total de 132 et 1 TD inscrit à la course. Pour les semaines 14 à 16, il inscrit 1 TD à la course à chaque match,,. En fin de saison régulière, Gordon comptabilise 1 105 yards à la course, 8 TDs inscrits à la suite d'une course, 58 réceptions pour un gain de 476 yards et 4 TDs inscrits à la suite de réceptions.

#### 2018
Le 2 mai 2018, les Chargers activent l'option de cinquième année du contrat de Gordon.
Lors du premier match de la saison 2018 contre les Chiefs de Kansas City, Gordon enregistre un gain de 64 yards à la course auxquels il faut ajouter 102 gagnés lors de 9 réceptions. En deuxième semaine, il inscrit trois touchdowns (un par la course et deux en réception) lors de la victoire 31 à 20 contre les Bills de Buffalo. En 4e semaine contre les 49ers de San Francisco, il gagne 104 yards à la course, 55 yards en réception et inscrit un touchdown . Contre les Browns de Cleveland en 6e semaine, il gagne 132 yards et inscrit trois touchdowns par la course. En 9e semaine contre les Seahawks de Seattle, in inscrit un touchdown et gagne 113 yards par la course. La semaine suivante, Gordon totalise 93 yards à la course et cinq réceptions pour un gain supplémentaire de 72 yards lors de la victoire 20 à 6 contre les Raiders d'Oakland. Contre les Broncos de Denver en 11e semaine (défaite 22 à 23), il totalise 156 yards de gain. La semaine suivante contre les Cardinals de l'Arizona, il se blesse aux ligaments du genou et ne joue pas le match suivant contre les Steelers de Pittsburgh. Il rejoue en 16e semaine contre les Ravens de Baltimore.
Sur l'ensemble de la saison régulière, il totalise 885 yards et 10 touchdowns par la course, 590 yards et 4 touchdowns en 50 réceptions.
Les Chargers se qualifient pour les séries éliminatoires étant classés no 5 de l'AFC. Lors du tour de wild card contre les Ravens de Baltimore (victoire 23 à 17), il gagne 40 yards et inscrit un touchdown par la course. Lors du tour suivant (Divisional Round), contre les Patriots de la Nouvelle-Angleterre (défaite 28 à 41), il est limité à un gain de 15 yards et un touchdown à la course.

#### 2019
En février 2019, Gordon change de numéro et porte le no 25 en lieu et place du no 28. Il portait le no 25 depuis ses débuts en NCAA chez les Badgers du Wisconsin.
Le 13 juillet 2019, Gordon déclare que si les Chargers ne lui donnent pas un nouveau contrat, il ne ferait pas les camps d'entraînement et demanderait à être transféré. Le but de ce holdout était d'obtenir un contrat financièrement aussi élevé que les running backs Todd Gurley, David Johnson et Le'Veon Bell. Gordon déclare :"Je connais ma valeur. Je sais ce que j'apporte à cette équipe et je m'en tiens à cela. (I know my value. I know what I bring to this team, and I'm sticking with that.). En quatre saisons, il a gagné 3 628 yards par la course , 1 577 yards en réceptions et inscrit 38 touchdowns.
Le 16 juillet 2019, Gordon déclare : "Je veux m'y retrouver avec les Chargers, je veux dire, c'est ma maison. Je ne vais pas m'asseoir ici et faire comme si je ne veux pas rester avec les Chargers. C'est l'équipe qui m'a donné une opportunité. Ils ont changé ma vie. Sur les 32 équipes, c'est l'équipe qui a appelé. Je ne peux pas les oublier pour ça. "
(I want to end up with the Chargers, I mean, that's my home. I'm not going to sit here and be like, I don't want to go back to the Chargers. That's the team who blessed me with an opportunity. They changed my life. Out of all 32 teams, that was the team that called. I can't forget them for that.). Néanmoins, Gordon a continué son holdout pendant le début de la saison régulière après que les Chargers aient refusé de le transférer et qu'Ezekiel Elliott soit devenu le running back le mieux payé de la NFL. Il se remet ensuite au service de l'équipe le 26 septembre 2019 et les Chargers le réintègrent dans leur effectif.
Gordon commence sa saison 2019 lors de la 5e semaine en déplacement chez les Broncos de Denver (défaite 13-20) et y gagne 31 yards par la course. Le 20 octobre 2019, en 7e semaine contre les Titans du Tennessee, les Chargers se retrouvent en fin de quatrième quart-temps sur la ligne des un yard des Titans. Ils tentent sans succès une course par Gordon en première tentative (first down), celui-ci ayant mis un genou au sol avant qu'il ne lâche et récupère le ballon sur la ligne d'en-but. Lors de la seconde tentative, Gordon effectue une nouvelle course mais le linbacker des Titans Wesley Woodyard le force à commettre un fumble. Le ballon est recouvert dans la end-zone par le defensive end Jurrell Casey ce qui permet aux Titans de récupérer la possession du ballon. Si Gordon avait inscrit le touchdown, les Chargers auraient mené au score alors qu'il ne restait plus que sept seconde de temps de jeu. Ce fumble de Gordon était son second du match finalement perdu sur le score de 20 à 23, l'équipe affichant un bilan partiel de 2 victoires pour 5 défaites.
En 8e semaine contre les Bears de Chicago (victoire 17-16), Gordon effectue huit courses, gagne 31 yards et inscrit également son premier touchdown de la saison. La semaine suivante contre les Packers de Green Bay (victoire 26-21), il effectue vingt courses, gagnant 80 yards et inscrivant deux touchdowns. Contre les Raiders en 10e semaine (défaite 24-26), Gordon effectue 22 courses pour un gain cumulé de 108 yards et un touchdown. Il y effectue également une réception pour un gain de 25 yards. C'est le premier match de la saison où Gordon gagne au moins 100 yards à la course. En 16e semaine à nouveau contre les Raiders (défaite 17-24), il est limité à un gain de 15 yards mais inscrit néanmoins deux touchdowns à la course.
Globalement, sur la saison, Gordon aura gagné 612 yards et inscrit six touchdowns par la course ainsi que 296 yards et un touchdown en réceptions.

### Broncos de Denver (2020-2022)

#### 2020

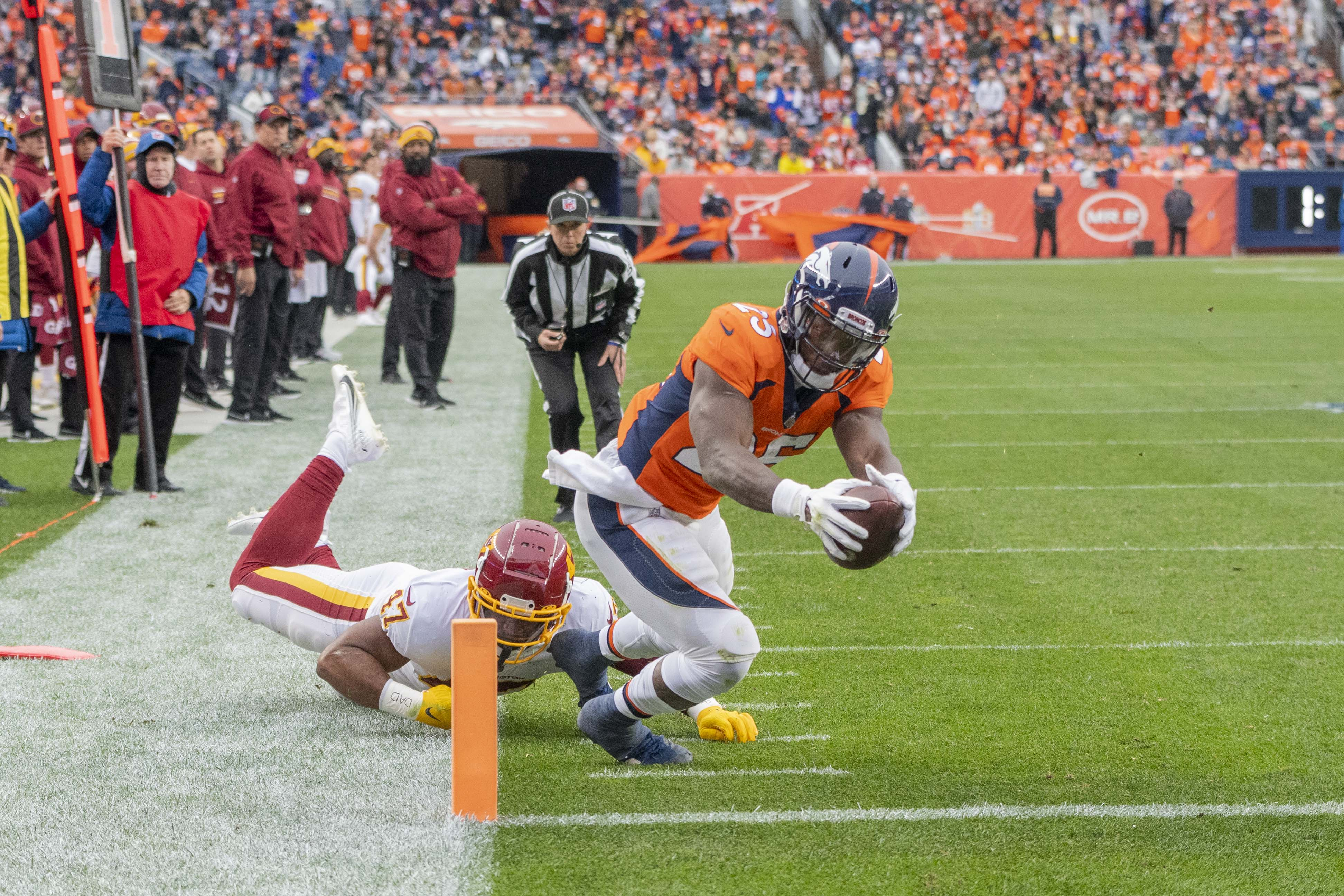
Gordon contre la Washington Football Team en 2021.

Gordon devient agent libre après la fin de saison 2019. Le 26 mars 2020, il reçoit des Broncos de Denver un contrat de deux ans pour un montant de 16 millions de $. Cette signature devient officielle le 27 avril 2020.
Gordon fait ses débuts pour les Broncos à l'occasion du Monday Night Football en 1re semaine contre  les Titans du Tennessee. Il y gagne 78 yards et inscrit un touchdown en 15 courses malgré la défaite 14-16. En 4e semaine contre les Jets de New York à l'occasion du Thursday Night Football, il effectue 23 courses pour un gain cumulé de 107 yards et deux touchdowns dont celui assurant la victoire de son équipe sur le score de 37 à 28. Contre les Dolphins de Miami en 11e semaine, il effectue 15 courses pour un gain total de 84 yards et deux touchdowns mais commet un fumble sur la ligne d’en-but (victoire 20 à 13). Deux semaines plus tard contre les Chiefs de Kansas City à l'occasion du ''Sunday Night Football (défaite 16 à 22), Gordon enregistre 15 courses en gagnant 131 yards.

#### 2021
Au terme de la saison 2021, Gordon totalise 215 courses pour un gain de 986 yards et neuf touchdowns ainsi que 32 réceptions pour un gain supplémentaire de 158 yards et un touchdown. Il est le leader de son équipe au niveau des statistiques majeures relatives aux courses.

#### 2022
Le 27 avril 2022, Gordon signe une prolongation de contrat d'un an avec les Broncos.
Le 21 novembre les Broncos libèrent Gordon après un fumble couteux contre les Raiders de Las Vegas le 5e fumble de sa saison.
Au cours des dix patch joués, il compte un bilan de 90 courses pour 318 yards gagnés, deux touchdowns et 25 réceptions pour 223 yards gagnés.

### Chiefs de Kansas City (2022)
Les Chiefs de Kansas City engagent Gordon dans leur équipe d'entraînement le 29 novembre 2022.
Il remporte sa première bague du Super Bowl lorsque les Chiefs battent 38 à 35 les Eagles de Philadelphie au Super Bowl LVII  bien qu'il n'ait participé à aucun match de la saison 2022 avec Kansas City.

### Ravens de Baltimore (2023)
Le 21 juillet 2023, Gordon signe un contrat d'un an avec les Ravens de Baltimore. Libéré le 29 aout 2023, les Ravens l'engagent le même jour dans leur équipe d'entraînement. Le 30 septembre, il intègre l'effectif principal.

### Statistiques
| Année              | Équipe                  | MJ  |                 | Courses         | Courses         | Courses         | Courses         |                 | Passes réceptionnées | Passes réceptionnées | Passes réceptionnées | Passes réceptionnées |  | Fumbles | Fumbles |
| Année              | Équipe                  | MJ  | Nb.             | Yards           | Moy.            | TD              | Nb.             | Yards           | Moy.                 | TD                   | Nb.                  | Perdus               |  |         |         |
| 2015               | Chargers de San Diego   | 14  | 184             | 0641            | 3,5             | 0               | 33              | 192             | 05,8                 | 0                    | 6                    | 4                    |  |         |         |
| 2016               | Chargers de San Diego   | 13  | 254             | 0997            | 3,9             | 10              | 24              | 419             | 10,2                 | 2                    | 2                    | 2                    |  |         |         |
| 2017               | Chargers de Los Angeles | 16  | 284             | 1 105           | 3,9             | 08              | 58              | 476             | 08,2                 | 4                    | 1                    | 0                    |  |         |         |
| 2018               | Chargers de Los Angeles | 12  | 175             | 0885            | 5,1             | 10              | 50              | 490             | 09,8                 | 4                    | 1                    | 0                    |  |         |         |
| 2019               | Chargers de Los Angeles | 12  | 162             | 0612            | 3,8             | 08              | 42              | 296             | 07,0                 | 1                    | 4                    | 3                    |  |         |         |
| 2020               | Broncos de Denver       | 15  | 215             | 0986            | 4,6             | 09              | 32              | 158             | 04,9                 | 1                    | 4                    | 4                    |  |         |         |
| 2021               | Broncos de Denver       | 16  | 203             | 0918            | 4,5             | 08              | 28              | 213             | 07,6                 | 2                    | 3                    | 3                    |  |         |         |
| 2022               | Broncos de Denver       | 10  | 090             | 0318            | 3,5             | 02              | 25              | 223             | 8,9                  | 0                    | 5                    | 2                    |  |         |         |
| 2022               | Chiefs de Kansas City   | 0   | -               | -               | -               | -               | -               | -               | -                    | -                    | -                    | -                    |  |         |         |
| 2023               | Ravens de Baltimore     | ?   | Saison en cours | Saison en cours | Saison en cours | Saison en cours | Saison en cours | Saison en cours | Saison en cours      | Saison en cours      | ?                    | ?                    |  |         |         |
| Totaux en carrière | Totaux en carrière      | 108 | 1 567           | 6 462           | 4,1             | 55              | 309             | 2 467           | 8,0                  | 14                   | 26                   | 18                   |  |         |         |

| Année              | Équipe                  | MJ |     | Courses | Courses | Courses | Courses |       | Passes réceptionnées | Passes réceptionnées | Passes réceptionnées | Passes réceptionnées |  | Fumbles | Fumbles |
| Année              | Équipe                  | MJ | Nb. | Yards   | Moy.    | TD      | Nb.     | Yards | Moy.                 | TD                   | Nb.                  | Perdus               |  |         |         |
| 2018               | Chargers de Los Angeles | 2  | 26  | 55      | 2,1     | 2       | 2       | 14    | 7,0                  | 0                    | 0                    | 0                    |  |         |         |
| Totaux en carrière | Totaux en carrière      | 2  | 26  | 55      | 2,1     | 2       | 2       | 14    | 7,0                  | 0                    | 0                    | 0                    |  |         |         |